# Saison 2021-2022 du Chelsea FC
Maillots
Chronologie
Saison précédente Saison suivante
La Saison 2021-2022 du Chelsea FC est la 87e saison de l'histoire du club en 1ère division anglaise